# São Carlos do Ivaí
São Carlos do Ivaí este un oraș în Paraná (PR), Brazilia.